# Hündekausen
Hündekausen ist ein Ortsteil der Gemeinde Much. Der Ort wurde 1454 erstmals urkundlich erwähnt.

## Lage
Hündekausen liegt an den Hängen des Bergischen Landes südlich von Drabenderhöhe. Nachbarorte sind Drabenderhöhe, Oberbech im Osten, Oberbonrath im Süden, Wellerscheid im Westen und Oberbusch im Nordwesten. Südlich von Hündekausen entspringt der Haubach.

## Einwohner
1901 hatte das Dorf 121 Einwohner. Haushaltsvorstände waren Joh. Behr, Peter Behr, H. J. Bergbach, Joh. Peter Bergbach, Wilhelm Büscher, Anna M. Heimann, Joh. Peter Heimann, Carl Josef Kaltenbach, Peter Kaltenbach, Peter Knipp, Witwe Heinrich Krämer, Heinrich J. Schneider, Joh. Steinbach und Anton Tillmann, Luca Zinnel. Bis auf den Maurer Peter Behr waren damals alle Ackerer von Beruf.